# Notoxus youngi
Notoxus youngi är en skalbaggsart som beskrevs av Chandler 1982. Notoxus youngi ingår i släktet Notoxus och familjen kvickbaggar. Inga underarter finns listade i Catalogue of Life.